# 1329년

## 연호
- 원(元) 천력(天曆) 2년
- 일본(日本) 가랴쿠(嘉暦) 4년 / 겐토쿠(元徳) 원년
- 쩐 왕조(陳朝) 카이타이(開泰) 6년 / 카이흐우(開佑) 원년

## 기년
- 원(元) 문종(文宗) 2년 / 명종(明宗) 원년 / 문종(文宗) 복위 원년
- 고려(高麗) 충숙왕(忠肅王) 16년
- 쩐 왕조(陳朝) 명종(明宗) 16년 / 헌종(憲宗) 원년

## 탄생
- 2월 8일 - 고려의 좌사의대부(左司議大夫) 문익점(文益漸). (~1398년)

### 미상
- 201대 로마의 교황 교황 그레고리오 11세.